# Clarisse Imaniriho
 (avril 2023).
Clarisse Imaniriho, née en 1995, est une femme politique rwandaise qui est membre de la Chambre des députés depuis 2019. Elle occupe un siège réservé à la jeunesse rwandaise à la Chambre des députés.

## Biographie

### Première vie et éducation
Clarisse Imaniriho est né en 1995 à Bwishyura, dans le district de Karongi. Elle est la dernière née de quatre enfants élevés par une mère célibataire veuve. Elle obtient un baccalauréat de l'Université du Rwanda en 2017.

### Carrière
Élue à 23 ans lors des élections législatives rwandaises de 2018, elle est devenue le plus jeune député du pays à son entrée en fonction.